# Championnat de Hong Kong de football 1976-1977
Navigation
Saison précédente Saison suivante
La saison 1976-1977 du Championnat de Hong Kong de football est la trente-deuxième édition de la première division à Hong Kong, la First Division League. Elle regroupe, sous forme d'une poule unique, les douze meilleures équipes du pays qui se rencontrent deux fois, à domicile et à l'extérieur. En fin de saison, les deux derniers du classement sont relégués et remplacés par les deux meilleurs clubs de Second Division League, la deuxième division hongkongaise.
C'est le club de South China AA, tenant du titre, qui remporte à nouveau le championnat cette saison après avoir terminé en tête du classement final, avec un seul point d'avance sur Seiko SA et quatre sur Happy Valley AA. C'est le dix-huitième titre de champion de Hong Kong de l'histoire du club.

## Clubs participants
- Seiko SA
- Kowloon Motor Bus FC - Promu de D2
- Urban Services FC
- South China AA
- Eastern AA
- Happy Valley AA
- Tung Sing FC
- Kwong Wah AA
- Yuen Long SA
- Hong Kong Rangers
- Sea Bee FC - Promu de D2
- Caroline Hill FC

## Compétition
Le barème de points servant à établir les classements se décompose ainsi :
- Victoire : 2 points
- Match nul : 1 point
- Défaite : 0 point

### Classement
| Rang | Équipe                | Pts | J  | G  | N | P  | Bp | Bc | Diff |
| ---- | --------------------- | --- | -- | -- | - | -- | -- | -- | ---- |
| 1    | South China AAT       | 35  | 22 | 15 | 5 | 2  | 47 | 20 | +27  |
| 2    | Seiko SA              | 34  | 22 | 13 | 8 | 1  | 44 | 23 | +21  |
| 3    | Happy Valley AA       | 30  | 22 | 12 | 6 | 4  | 44 | 21 | +23  |
| 4    | Caroline Hill FC      | 27  | 22 | 9  | 9 | 4  | 27 | 17 | +10  |
| 5    | Tung Sing FC          | 22  | 22 | 7  | 8 | 7  | 28 | 29 | -1   |
| 6    | Hong Kong RangersC    | 21  | 22 | 6  | 9 | 7  | 20 | 26 | -6   |
| 7    | Sea Bee FCP           | 20  | 22 | 6  | 8 | 8  | 25 | 30 | -5   |
| 8    | Eastern AA            | 20  | 22 | 6  | 8 | 8  | 25 | 34 | -9   |
| 9    | Urban Services FC     | 17  | 22 | 5  | 7 | 10 | 21 | 28 | -7   |
| 10   | Yuen Long SA          | 17  | 22 | 6  | 5 | 11 | 23 | 36 | -13  |
| 11   | Kwong Wah AA          | 16  | 22 | 5  | 6 | 11 | 20 | 28 | -8   |
| 12   | Kowloon Motor Bus FCP | 5   | 22 | 0  | 5 | 17 | 12 | 44 | -32  |

|  | Champion de Hong Kong 1977                                                 |
|  | Relégation directe en deuxième division                                    |
|  | T : Tenant du titre C : Vainqueur de la Coupe de Hong Kong P : Promu de D2 |

## Bilan de la saison
| Championnat de Hong Kong de football 1976-1977 |                            |
| Champion                                       | South China AA (18e titre) |
| Coupes et trophées                             |                            |
| Vainqueur de la Coupe de Hong Kong 1976-1977   | Hong Kong Rangers          |
| Promotions et relégations                      |                            |
| Promus en First Division League                | Hong Kong FC               |
| Promus en First Division League                | Black Garden FC            |
| Relégués en Second Division League             | Kwong Wah AA               |
| Relégués en Second Division League             | Kowloon Motor Bus FC       |